# اچ‌اس‌دابلیوام‌اس اژدرن
اچ‌اس‌دابلیوام‌اس اژدرن (به انگلیسی: HSwMS Ejdern) یک کشتی است که طول آن 19,99 meters می‌باشد. این کشتی در سال ۱۹۹۱ ساخته شد.